# 恐龙当家
是一部2015年美国3D喜劇劇情冒險動畫片，由皮克斯動畫工作室製作、華特迪士尼影業發行。該片由彼得·孫執導。故事描述一個恐龍沒有絕跡的人類時代，目的在於探討人類如何和動物融洽且和平相處。2015年11月25日在美國上映。中國大陸2017年11月20日在CCTV-6播映。本電影因為商業表現不佳成為票房炸彈，錄得8500萬美元的淨虧損，是皮克斯工作室所製作的第一齣錄得淨虧損的電影。
開演前的7分鐘小片段《奇幻英雄聯盟》台灣、香港及澳門都採用英文原音播映。

## 劇情
究竟當隕石沒有撞向地球而令所有恐龍得以存活下來的世界會是怎樣的呢？故事的兩位主角分別是恐龍阿勞以及野人小孩細細粒，當中講述居住在巨齒山的阿勞是家庭中的第三子，家庭成員包括父親亨利、母親艾妲、哥哥巴克和姐姐莉比。阿勞因一次意外被河水沖走而與家人失散，當中遇上野人小孩細細粒。在回家的過程中慢慢地發現了牠與細細粒之間的一個共通點，自此開始便與細細粒建立友誼。

## 配音員
| 配音                              | 配音                  | 配音                  | 角色                           |
| 美國                              | 台灣                  | 香港                  | 角色                           |
| --------------------------------- | --------------------- | --------------------- | ------------------------------ |
| 雷蒙·奧考 傑克·馬克葛勞（幼年）   | 陳穎威 李悟（幼年）   | 林雋韜                | 阿羅（Arlo），雷龍             |
| 傑克·布萊特                       | 使用原音              | 使用原音              | 小巴（Spot），人類             |
| 山姆·埃利奧特                     | 林谷珍                | 周志輝                | 士官長（Butch），暴龍          |
| 安娜·派昆                         | 丘梅君                | 陳樂珈                | 拉琪（Ramsey），暴龍           |
| A·J·巴克利                        | 馬伯強                | 劉文光                | 小奈（Nash），暴龍             |
| 傑佛瑞·懷特                       | 李李仁                | 高翰文                | 亨利（Poppa Henry），雷龍      |
| 法蘭絲·麥杜雯                     | 陶晶瑩                | 彭杏英                | 艾妲（Momma Ida），雷龍        |
| 馬克斯·史奇布勒 萊恩·提伯（幼年） | 賈文安 熊翊灃（幼年） | 黃本曦 郭君彥（幼年） | 巴克（Buck），雷龍             |
| 瑪麗婭·帕迪拉                     | 李陶陶                | 鄭梓晴                | 莉比（Libby），雷龍            |
| 史提夫·扎恩                       | 梁興昌                | 葉偉麟                | 雷霆哥（Thunderclap），翼手龍  |
| 曼蒂·弗雷德                       | 姜瑰瑾                | 姜麗儀                | 大雨（Downpour），翼手龍       |
| 史蒂芬·克雷·剛特                  | 姜先誠                | 楊啟健                | 冷鋒（Coldfront），翼手龍      |
| 彼德·索恩                         | 楊少文                | 羅偉亮                | 歪哥（Forrest Woodbush），戟龍 |
| 大衛·波特                         | 陳宗岳                | 黎家希                | 把噗（Bubbha），伶盜龍         |
| 卡麗·帕夫                         | 陳季霞                | 陳安瑩                | 羅琳（Lurleane），伶盜龍       |
| 约翰·拉岑贝格尔                   | 王希華                | 羅偉亮                | 艾爾（Earl），伶盜龍           |
| 卡拉姆·馬克里茲·格朗特            | 李勇                  | 張振聲                | 佩維斯（Pervis），伶盜龍       |

## 製作
此計劃曾經在2009年《天外奇蹟》的製作花絮中洩漏過概念藝術設計圖，不過當時人們都以為那張設計圖是將與《天外奇蹟》一同上映的動畫短片《晝與夜》的設計圖。
此片本來是皮克斯王牌編劇鮑伯·彼得森執導（《海底總動員》、《天外奇蹟》等片的編劇，並擔任過《天外奇蹟》副導演），並在2014年5月30日上映，但由於故事內容與2013年動畫電影《古魯家族》過於類似，而且劇本亦並沒有得到皮克斯智囊團「Brain Trust」的認可，加上上映日期日益臨近，皮克斯不得不把鮑伯·彼得森換下來，由原先是副導演的彼得·孫（《晴時多雲》的導演，多部皮克斯電影的故事總監）頂替，鮑伯·彼得森轉為編劇。由於此緣故，令皮克斯在2014年沒有電影上映。

## 發行

### 評價
爛番茄新鮮度76%，基於211條評論，平均分為6.59/10，而在Metacritic上得到66分，IMDB得分6.8，獲得普遍好評。爛番茄表示：「恐龍當家提供了有價值的故事，即使它並不完全辜負皮克斯訂定的崇高標準，表現出了驚險漂亮的動畫，還增加了迷人的家庭友好的娛樂。」據CinemaScore調查，觀眾的平均評價於A+至F間落於「A」。